# Terry O’Connel & His Pilots
Terry O’Connel & His Pilots (framöver förkortat till T.O.P.) är ett svenskt rockabilly-band som startades hösten 2007. T.O.P. har spelat över stora delar av Sverige och även utomlands, Holland, Tyskland, Finland etc. Det började sparsamt 2008 med ett 30-tal spelningar som ökade 2009 med drygt det dubbla för att i december 2009 släppa sitt första album Oh Baby Please!. Andra albumet Hot' n Back släpptes 2012.
T.O.P. har varit intervjuade i flera tidningar och radioprogram samt även legat på topplistan "Sveriges Radio Sörmland TOP 5". T.O.P. gick med stormsteg redan första veckan in och sopade banan och belade första plats på listan.
Soundet från T.O.P. är renodlad original rockabilly, s.k. Ol' School Rockabilly. Ljudbilden är varm med inslag av en krispig Telecaster som bygger en behaglig kontrast. Flertalet av låtarna är skrivna av Terry Forsberg själv. På senare tid har bandet främst fått en bredare publik på grund av deras bokstavligen talat galna och vilda liveframträdanden. På scen är de alltid klädda i "Black slacks" eller rättare sagt svarta kostymer, vita skjortor och svarta slipsar. Bandet har haft varierande medlemmar men består idag av följande: 

## Bandmedlemmar
- Terry Forsberg - Sång och akustisk gitarr
- Adam Poellinger - Elgitarr och kör
- Anders Durell - Ståbas och kör
- Lukas Asplund - Stå trummor och kör